# مشاعر معادية لبريطانيا

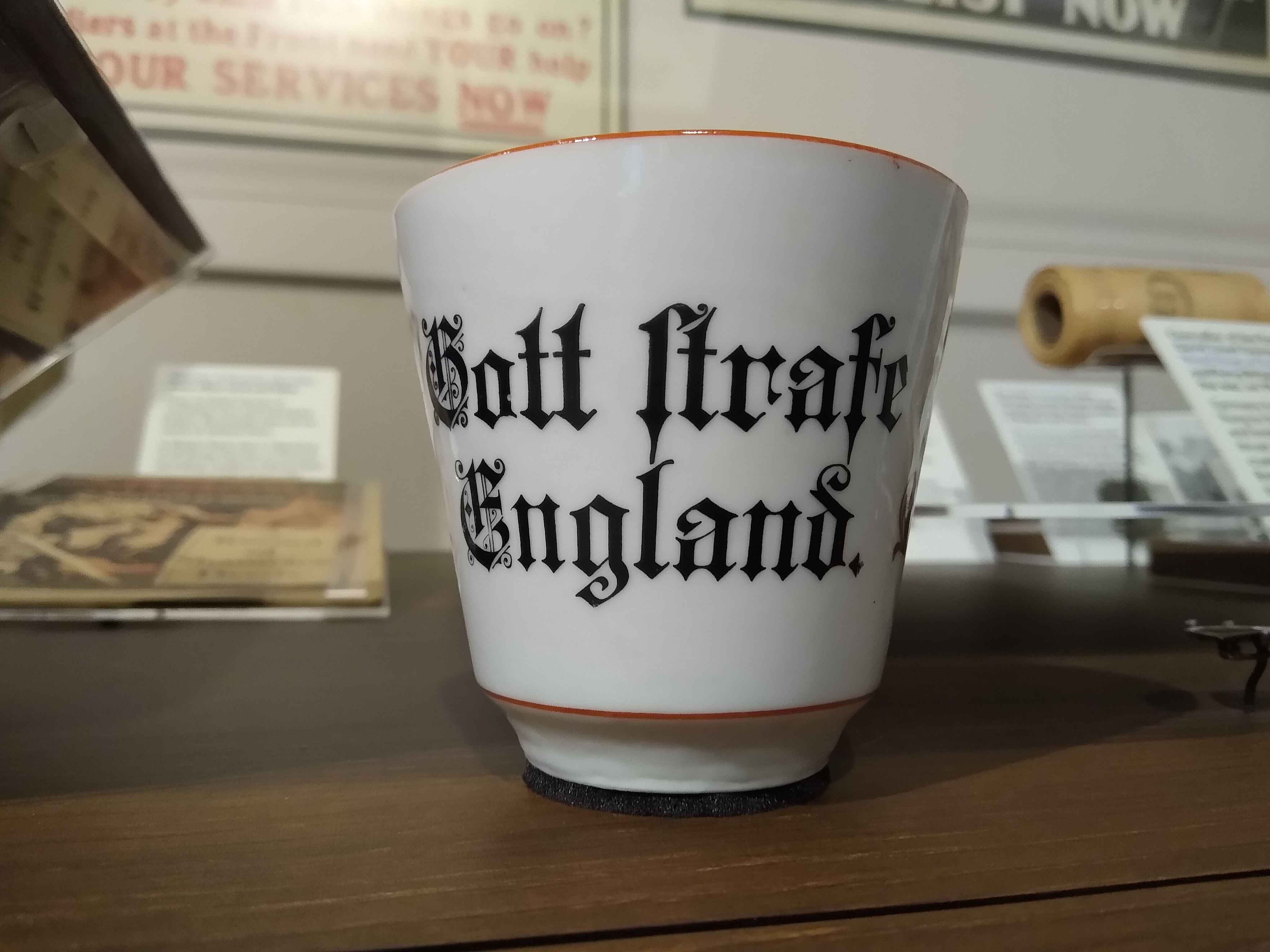

المشاعر المعادية لبريطانيا هي التحيّز والخوف والكراهية الموجهة ضد الحكومة البريطانية أو حضارة المملكة المتحدة أو شعبها أو مناطقها فيما وراء البحار.

## الأرجنتين
تكمن جذور المشاعر المعادية لبريطانيا في الأرجنتين في أمرين.
أوّلهما وأقدمهما وجود رأس المال البريطاني والشركات البريطانية وتدخلها المستمر مع نفوذها السياسي الكبير. يرتبط هذا النفوذ السياسيّ بالأوليغاركية المحلّية (الأقلية الحاكمة) ونموذجها الاقتصاديّ المبنيّ على السلع الأوّليّة والقطّاع الأوّليّ. يقود هذا بدوره إلى تصرّفات للحكومات الأرجنتينية تثير الجدل مثل اتفاقية روكا رونكيمان واتفاقية مدريد (1989).
وثانيهما النزاع على السيادة على جزر فوكلاند وحرب جزر فوكلاند عام 1982 بين الأرجنتين والمملكة المتحدة. لهذين السببين تنشأ الاحتجاجات وأعمال التخريب المناهضة لحلف الناتو وبريطانيا.

## المستعمرات البريطانية السابقة
في كثير من المناطق المستعمرة سابقًا، كانت المشاعر المعادية لبريطانيا شائعة قبل الاستقلال وبُعَيده، ولكنها اعتدلت بعد ذلك.
في الهند وباكستان وبنغلادش، شجّعت حركة الاستقلال الهندية هذه المشاعر.

## إيران
توصَف المشاعر المعادية لبريطانيا -التي تسمّى أحيانًا خطأً رُهاب الإنجليز- بأنها «متجذّرة بعمق في الثقافة الإيرانية»، وتفيد التقارير أنها لم تزل متزايدة في إيران. في يوليو 2009، قال أحد مستشاري علي خامنئي أن بريطانيا «أسوأ من أمريكا» بسبب تدخّلها المزعوم في شؤون ما بعد الانتخابات الإيرانية. في النصف الأول من القرن العشرين، كان للإمبراطورية البريطانية نفوذ سياسي في إيران (فارس) بهدف السيطرة على أرباح شركة النفط الإنجليزية الفارسية. نتيجة لهذا يُعرَف على نحوٍ واسع أن النفوذ البريطاني كان خلف إسقاط سلالة قاجار الحاكمة في عشرينيات القرن العشرين، ومن ثمّ خلف صعود رضا شاه بهلوي والانقلاب الناجح الذي أسقط الوزير الأول محمد مصدِّق عام 1953.
في يوم الاثنين 9 أغسطس عام 2010، صرّح الوزير الأقدم وأول نائب رئيس محمد رضا رحيمي أن الشعب البريطاني «غبي» و«غير إنساني». تعرّضت تصريحاته للنقد من سيمون غاس، السفير البريطاني في إيران، ومن وسائل الإعلام البريطانية كذلك.
في نوفمبر عام 2011 صوّت البرلمان الإيرانيّ لصالح تقليص العلاقات مع المملكة المتحدة بعد أن فرضت بريطانيا عقوباتها على إيران بسبب برنامجها النوويّ. يُقال إن السياسيّين صاحوا «الموت لبريطانيا». في 29 نوفمبر 2011، اقتحم طلّاب إيرانيون السفارة البريطانيّة، ونهبوا مكاتبها وكسّروا نوافذها، وصاحوا «الموت لإنجلترا» وأحرقوا العلم البريطاني.
شنّ جزء من وسائل الإعلام الإيرانية حملة ضدّ إعادة فتح السفارة البريطانية في طهران في أغسطس عام 2015، ووصفوا بريطانيا بأنها «ذئب قديم»، وهو وصف أشاعه الكاتب الإيراني سيّد أحمد أديب بيشاواري (ولد في بيشاوار 1844 وتوفّي في طهران 1930)، واتُّهمت بريطانيا أنها أثارت الاحتجاجات ضد إعادة انتخاد محمود أحمدي نجاد عام 2009.

## أيرلندا
في أيرلندا تراثٌ طويل من المشاعر المعادية لبريطانيا ولا سيما للإنجليز منذ الغزو النورماني لإيرلندا، وتكون هذه المشاعر عادةً على شكل رهاب الإنجليز في الاتجاه الوطني الإيرلندي. يرجع كثير من هذه المشاعر إلى العداء الذي شعر به الفقراء الكاثوليك نحو النبلاء الإنجليزيين الإيرلنديين الذين كانوا أنجليكانيين. بعد المجاعة الإيرلندية، تبنّت الحركة الوطنية الإيرلندية معاداة الإنجليز جزءًا من فلسفتها وأسسها. مع حلول القرن العشرين، ربطت حركة الإحياء الكلتية البحث عن هوية ثقافية ووطنية بزيادة المشاعر المعادية للاستعمار وللإنجليز.
ازدادت المشاعر المعادية للإنجليز في الحركة الوطنية الإيرلندية خلال حرب البوير وهو ما أدّى إلى انتشار كره الأجانب ولا سيّما كره الإنجليز. في 2011 اشتعلت الأجواء والمشاعر المعادية للإنجليز وبريطانيا ضدّ الزيارة المقترحة للملكة إليزابيث الثانية، وكانت أول ملكة بريطانية ستزور إيرلندا خلال 101 عام. نظّمت مجموعة من الجمهوريين الإيرلنديين مظاهرة ضد الملكة عند مكتب التخطيط الاستراتيجي في دبلن في 26 فبراير عام 2011، وأجرت جماعة إيريغي الجمهورية الاشتراكية محاكمة هزليّة للملكة إليزابيث الثانية قطعت فيها رأس دمية تمثّلها. وكان في الاحتجاجات شخص من سكّان دبلن يرفع لافتةً كُتِب عليها «لا مرحبًا بالملكة في هذا البلد» خلال زيارتها.

## إسرائيل
تعدّ العلاقة بين إسرائيل والمملكة المتحدة عموما علاقة قريبة وحميمة، وتعدّ شراكةً إستراتيجية بين الدولتين. وفقًا لاستطلاع أجرته وكالة بي بي سي العالمية في 2014 فإن خمسةً من كلّ عشرة إسرائيليين (50%) ينظرون إلى المملكة المتحدة نظرةً إيجابيّة. 6% من الإسرائيليين فقط لهم مواقف سلبية من المملكة المتحدة، وهي ثاني أقل نسبة بعد اليابان.
أحيانا تتوجّه بعض الانتقادات إلى هذه النسب. في إسرائيل، قد تنبع المشاعر المعادية لبريطانيا تاريخيا من السياسات البريطانية في فترة الانتداب البريطاني، وفي الأزمنة الحديثة من الموقف المُتصَوَّر المعادي لإسرائيل في وسائل الإعلام البريطانية.
سجّل تعداد السكّان اليهودي في استطلاع 2011 في المملكة المتحدة 269568. ردًّا على 609 حوادث معادية لليهود (للساميّة) في المملكة المتحدة، في النصف الأول من 2009، ولإعلان عدة منظمات بريطانية مقاطعتها لإسرائيل، ادّعى بعض الإسرائيليين أن المملكة المتحدة معادية لإسرائيل ومعادية لليهود. وفقا لمقالة رأي كتبها إيتان غيلبو فإن «وسائل الإعلام البريطانية تدعم الفلسطينيين بشكل نظامي وتحرّف تقاريرها عن إسرائيل والسياسات الإسرائيلية. تطبع صحيفتا الغارديان والإندبندنت اليساريّتان بانتظام افتتاحيّات اتهاميّة ضد إسرائيل، ويقدّم مراسلوهما في إسرائيل تقارير متحيّزة وأحيانًا خاطئة. ولطالما كانت وكالة بي بي سي منصّة لإذاعة البروباغندا الفلسطينية». في عام 2010، ادّعى رون بريمان رئيس سابق لمنظمة يمينية إسرائيلية «أساتذة من أجل إسرائيل قوية» في واحدة من الصحف الإسرائيلية البارزة، هي صحيفة هآرتس أن المملكة المتحدة دعمت وسلّحت أعداء إسرائيل في الأردن والفيلق العربي ووصف وسائل الإعلام البريطانية بأنها معادية لإسرائيل.
ردًّا على قرار الحكومة البريطانية بطرد دبلوماسيين إسرائيليين بسبب تصوير الموساد 12 جواز سفرٍ بريطانيًّا من أجل عملية اغتيال في عام 2010، اتّهم عضوان سابقان في الاتحاد الوطني للبرلمان الإسرائيلي هما ميشيل بن آري وآريِه إلداد الحكومة البريطانية بمعاداة الساميّة ووصفتهم بـ«الكلاب».

## إسبانيا
تطورت المشاعر المعادية لبريطانيا في إسبانيا بعد تسليم جبل طارق للبريطانيين في اتفاقية أوترخت في 1713 بعد حرب الخلافة الإسبانية. في أغسطس 2013، كانت إسبانيا تدرس تكوين حلف مع الأرجنتين من أجل قضية جزر فوكلاند.